# Soor
La Soor est une rivière de l'est de la Belgique, affluent en rive gauche de la Helle faisant donc partie du bassin versant de la Meuse. Elle est issue des Hautes Fagnes et traverse le Hertogenwald dans lequel elle se jette dans la Helle à 2 km en amont d'Eupen au lieu-dit Pont-guerrier. Elle coule dans la commune de Baelen.

## Histoire
Au XVIIIe siècle, les fabricants de textile et de tannerie eupenois eurent la permission impériale de creuser un canal, dit fossé d'Eupen, non loin du lieu-dit Drossart sur le plateau des Hautes Fagnes. Il dévie une partie des eaux du ruisseau Gileppe et les dirige vers la Soor ; ainsi ces entreprises avaient moins de jours d'arrêt de production.

### Le tunnel et l'accident de 1952

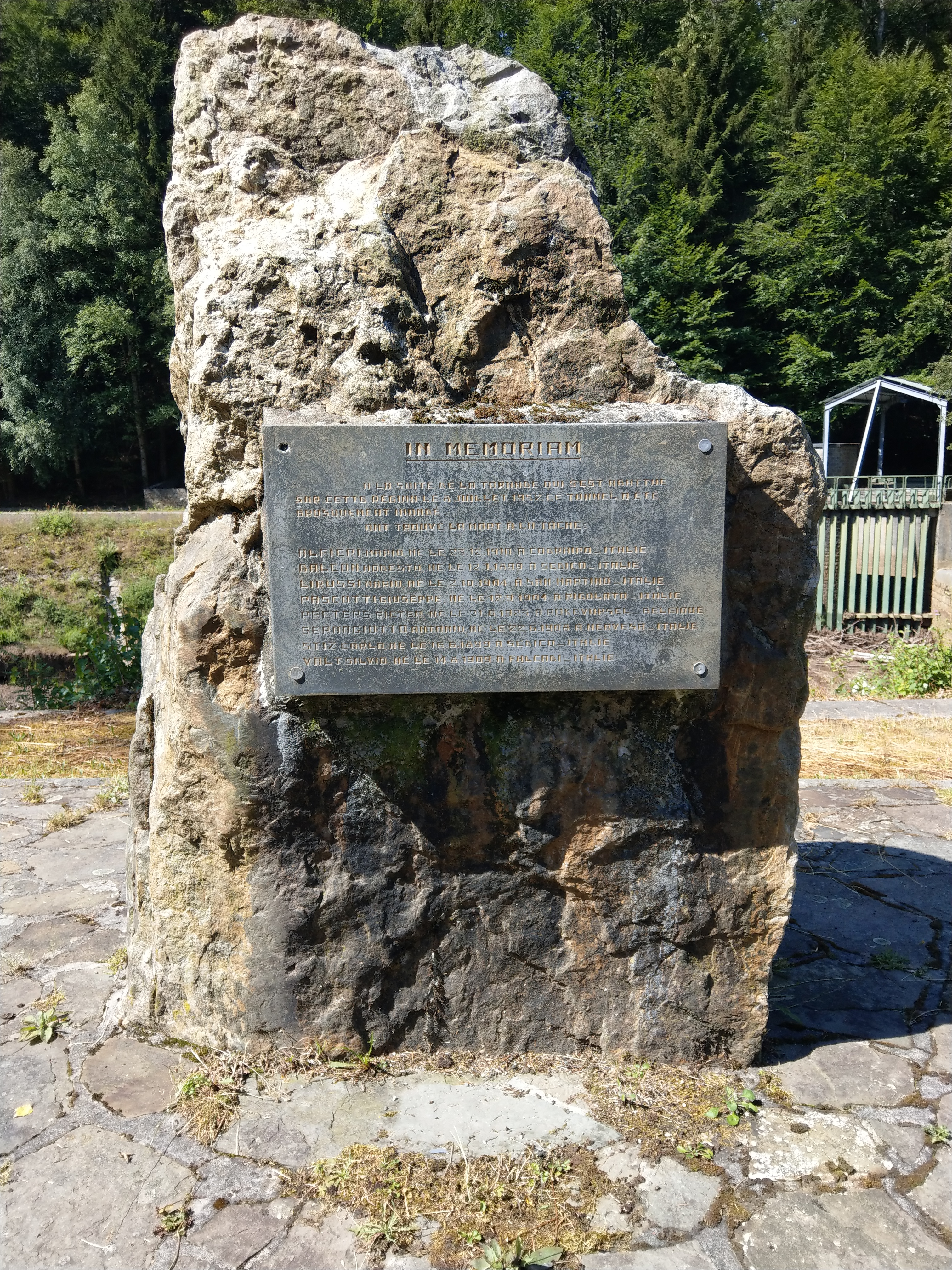
Mémorial de l'accident à Baelen.

Vers 1950, il fut décidé d'augmenter l’alimentation en eau du barrage de la Gileppe pour diminuer les pénuries d'eau qui préoccupaient les industries lainières de la région de Verviers. On décida alors de creuser un tunnel de 2,5 km pour amener les eaux du bassin de la Soor au lac de la Gileppe. Les travaux durèrent deux ans et demi et furent endeuillés par deux accidents. Le premier causant le décès du chef-mineur au début des travaux. Le deuxième causant la mort de 7 personnes le 8 juillet 1952, lorsqu'à la fin de leur journée de travail, 6 ouvriers (un belge et cinq italiens), s'engagent dans le tunnel pour revenir vers la Soor, mais un orage se déclenche à l'extérieur. Les eaux de la rivière se gonflent rapidement et inondent le tunnel en construction. Les six hommes sont retrouvés décédés près du Trou Malbrouck. Lors des opérations de sauvetage, un conducteur de grue décèdera en tombant dans un puits, portant le nombre total de victimes de la catastrophe à 7 et le nombre de décès survenus lors des travaux du tunnel à 8.

## Images

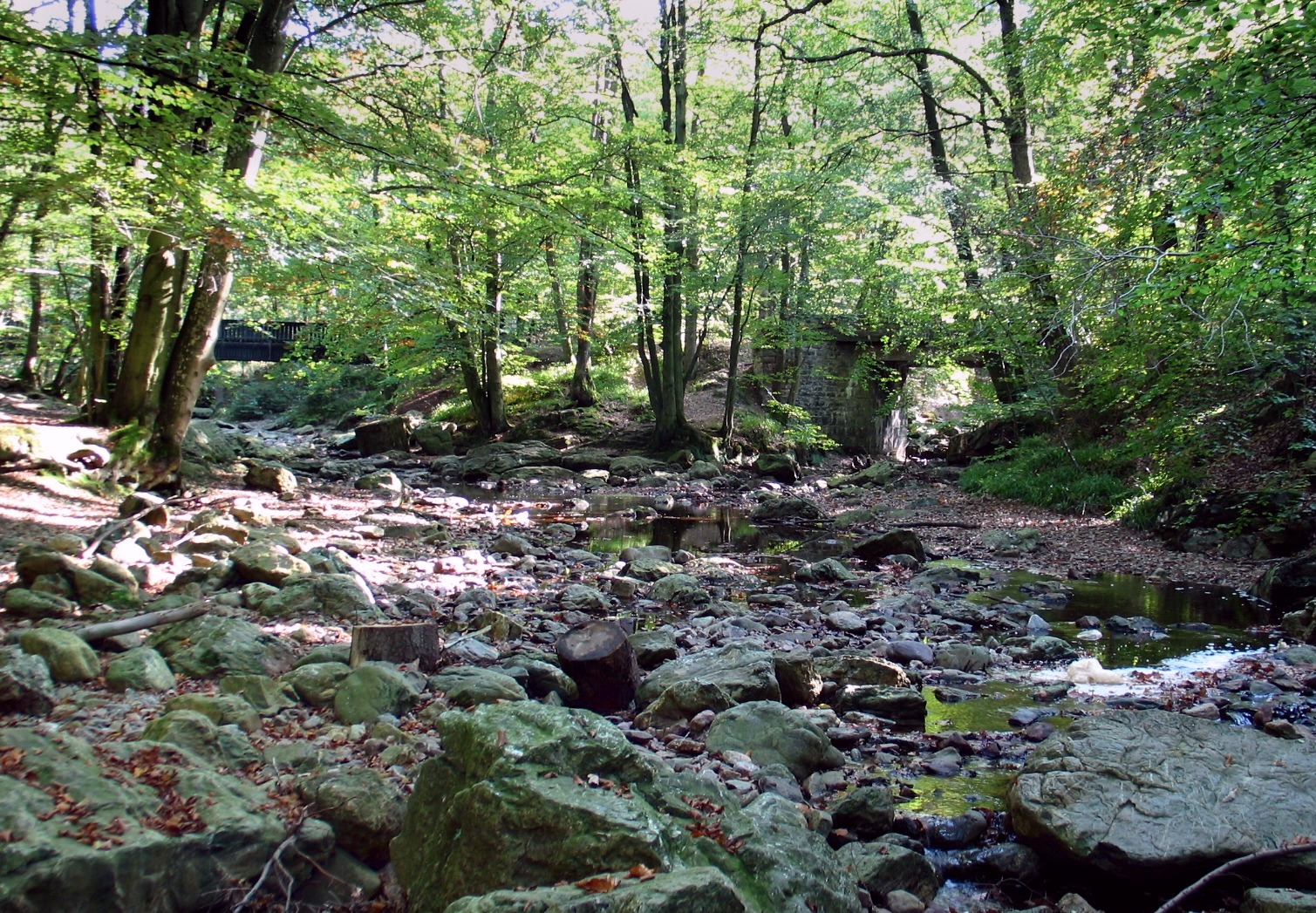
Au confluent de la Helle et de la Soor (à droite)
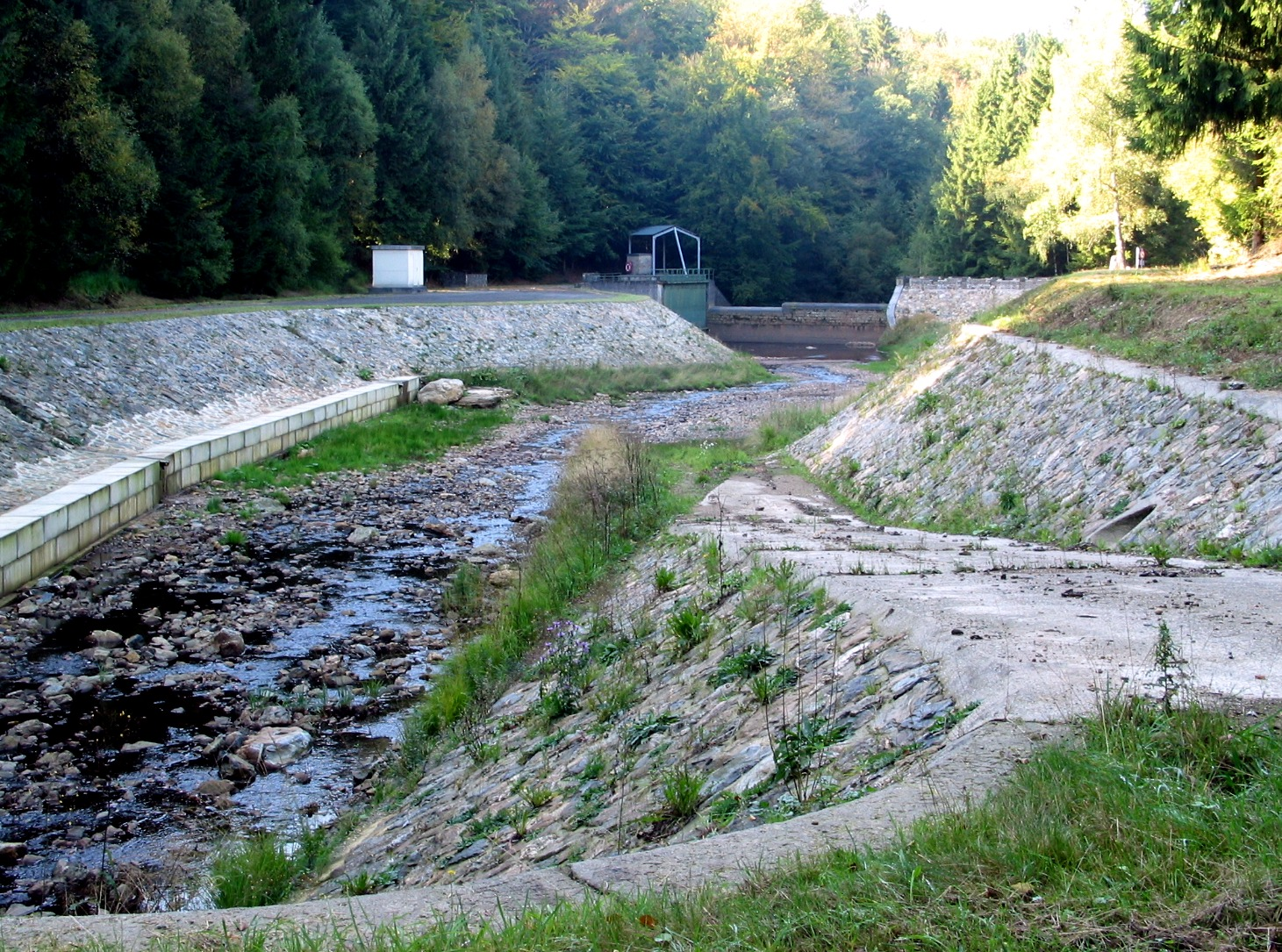
Bassin à l'entrée du tunnel de la Soor
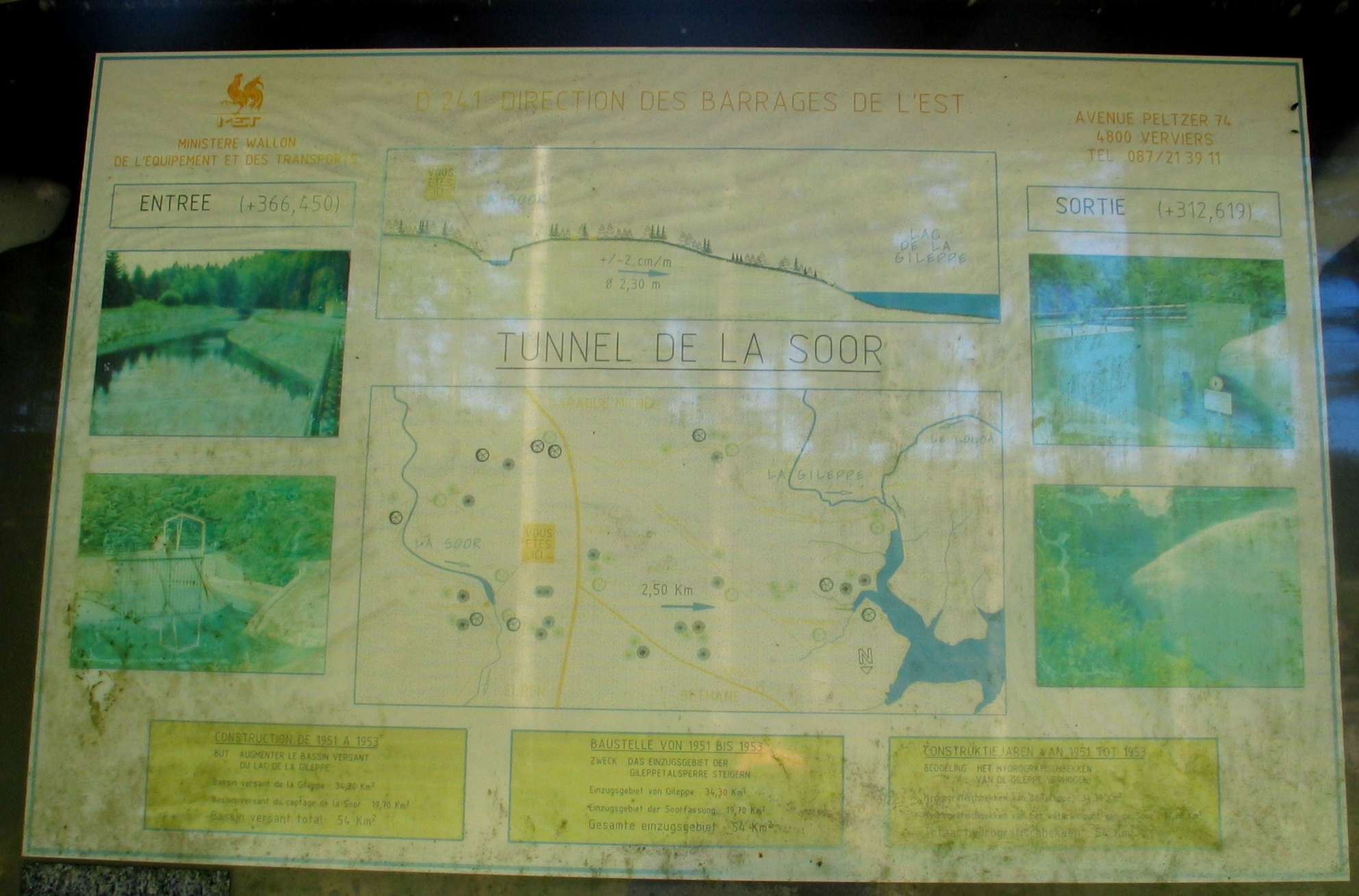
Tableau informatif sur le bassin de la Soor